# 바이올렛 앤 데이지
《바이올렛 앤 데이지》(영어: Violet & Daisy)는 2011년 공개된 미국의 코미디 범죄 영화이다. 제프리 플레쳐가 제작, 감독하고, 각본을 썼다. 플레쳐는 프레셔스로 미국 아카데미상 최우수 각색상을 수상한 후 이 영화로 감독 데뷔를 했다. 시얼샤 로넌, 알렉시스 브레델, 마리안 장 밥티스트, 대니 트레조와 제임스 갠돌피니가 출연한다. 갠돌피니는 2013년 6월 19일에 그의 죽음 전에 그의 마지막 연기 역할 중 하나이다. 영화는 겉으론 뉴욕에 살고 있는 평범한 10대 소녀들로 보이지만 사실은 전문킬러의 바이올렛과 데이지의 이야기를 담고 있다. 
이 영화는 본 촬영은 주로 뉴욕주 뉴욕에서 이뤄졌다. 2011년 9월 15일, 토론토 국제 영화제에서 초연 되었으며, 이후 한동안 극장에서 개봉되지 않다가 2013년 6월 7일 미국에서 일시적으로 개봉되었다. 2013년 11월 19일에 DVD 및 블루레이의 홈버전으로 발매되었다.

## 출연

### 주연
- 시얼샤 로넌
- 알렉시스 브레델

### 조연
- 대니 트레조
- 제임스 갠돌피니
- 코디 혼
- 타티아나 마슬라니
- 마리안 장 밥티스트
- 캐시디 힌클
- 에머랄드-엔젤 영
- 린다 그레이뱃
- 존 벤티미그리아
- 스투 라게 라일리
- 네빌 아컴볼트
- 크리스토퍼 존 곰보스

## 기타
- 프로듀서: 제프리 플레쳐
- 프로듀서: 스티브
- 프로듀서: 존 페노티
- 프로듀서: 제임스 W. 스코치도폴
- 프로듀서: 보니 티머먼
- 조감독: 로버트 C. 알버텔
- 미술: 패트리지아 본 브랜던스타인
- 세트: 레지나 그레이브스
- 분장: 토이 반 리롭
- 분장팀: 코디 암스트롱
- 분장팀: 조한 베넷
- 분장팀: 바네사 헤쉬마 심스
- 의상: 제니 게링
- 섭외: 보니 티머먼
- 프로덕션매니저: 사라 코너스
- 프로덕션매니저: 루카스 호아킨